# Patrik Petruška
Patrik Petruška (* 31. července 1991, Plzeň) je český lední hokejista.

## Kluby podle sezón
- 2006/2007 HC Lasselsberger Plzeň
- 2007/2008 HC Lasselsberger Plzeň
- 2008/2009 HC Lasselsberger Plzeň
- 2009/2010 HC Plzeň 1929, SHC Maso Brejcha Klatovy
- 2010/2011 HC Plzeň 1929, SHC Maso Brejcha Klatovy
- 2011/2012 HC Plzeň 1929
- 2012/2013 HC Škoda Plzeň, IHC Písek
- 2013/2014 HC Škoda Plzeň